# Paul Conrath
Paul Conrath (Rudow, 22 novembre 1896 – Amburgo, 15 gennaio 1979) è stato un generale tedesco.

## Biografia
Il 10 agosto 1914 Paul Conrath inizia la carriera militare entrando come volontario nel IV Reggimento di Artiglieria da campo a Potsdam per poi passare nell'ottobre dello stesso anno nel 44º Reggimento di Artiglieria della Riserva. Nell'ottobre 1916 diviene comandante di Batteria per poi entrare nello Stato Maggiore del IV Reggimento di Artiglieria. Durante il primo conflitto mondiale è attivo sul fronte occidentale presso Verdun, la Somme, nella regione dello Champagne, a Reims e nelle Fiandre francesi. Con la fine della guerra e il grado di sottotenente, Conrath passa alla Polizia di Berlino, come comandante di plotone. Negli anni '30 è docente alla scuola di polizia di Spandau e il 15 maggio 1933 è promosso a capitano.
Il 1º gennaio 1938 viene promosso al grado di tenente colonnello e il 31 maggio dell'anno successivo prende il comando del Flak Regiment "General Goering". 
Nello stesso anno partecipa alla Campagna occidentale per poi dirigersi a Ploiești prendendo parte alla Campagna dell'est come comandante provvisorio del Flak Gruppe Berlino ovest.   
Il 4 settembre 1941 viene nuovamente promosso e assume il comando del Flak Regiment "General Goering", meritandosi la Croce di Cavaliere per il valore mostrato nei combattimenti nell'area di Dubno. Nel settembre 1942 viene promosso Generalmajor diventando comandante di divisione. Combatte in Africa e poi allo Sbarco in Sicilia.
In Italia ebbe un ruolo importante durante il periodo precedente l'attacco alleato a Cassino, in quanto autorizzò l'evacuazione di libri e altri oggetti dall'Abbazia di Montecassino verso il Vaticano o in qualche altra zona più sicura di Roma. Vennero trasferiti circa 70 000 volumi e decine di quadri sempre sotto la sorveglianza di due monaci, e sebbene molti tesori unici vennero così messi in salvo, almeno quindici casse furono sottratte e portate a Berlino. Alla fine dell'operazione la propaganda nazista diede molto risalto all'intervento.
Dal 15 aprile 1944 diviene comandante delle Scuole di Addestramento e del Dipartimento Rimpiazzi delle truppe aviotrasportate, passando dal 1º gennaio 1945 al grado di Generale delle Truppe Paracadutiste. Paul Conrath morì ad Amburgo il 15 gennaio 1979.